# 3008 Nojiri
3008 Nojiri је астероид главног астероидног појаса чија средња удаљеност од Сунца износи 3,172 астрономских јединица (АЈ).
Апсолутна магнитуда астероида је 12,0.